# Marie de Modène
Titre
Reine consort d'Angleterre,
 d'Écosse et d'Irlande
6 février 1685 – 11 décembre 1688
(3 ans, 10 mois et 5 jours)
Signature
Marie Béatrice Éléonore Anne Marguerite Isabelle d'Este, princesse de Modène (Maria Beatrice Eleonora Anna Margherita Isabella d'Este), née le 5 octobre 1658 à Modène et morte le 7 mai 1718 à Saint-Germain-en-Laye, est une reine consort d'Angleterre, d'Écosse et d'Irlande en tant que seconde épouse de Jacques II d'Angleterre.

## Biographie

### Une princesse italienne

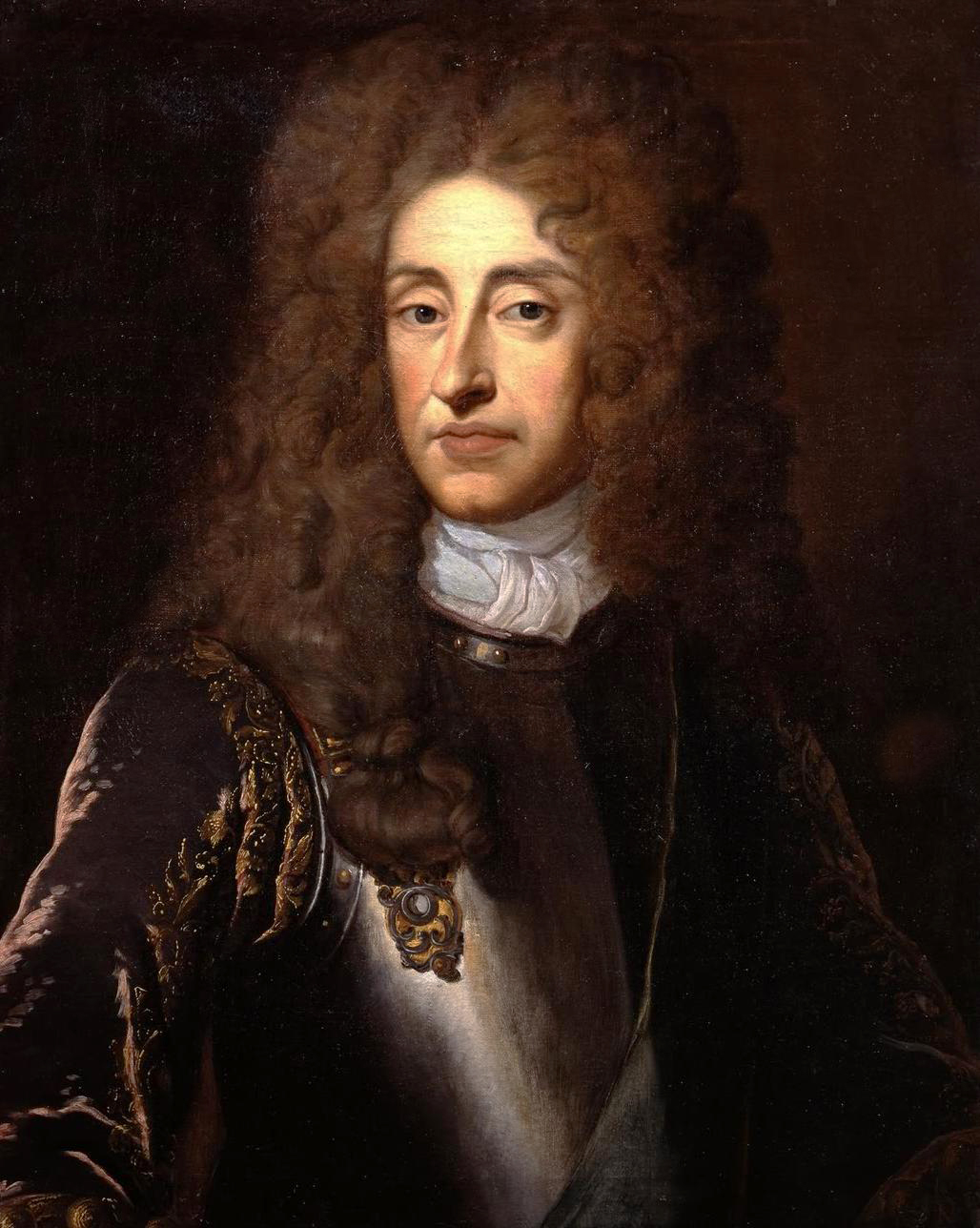
Le duc d'York en 1680.

Fille d'Alphonse IV d'Este, duc de Modène et de Laure Martinozzi, l'une des nièces du cardinal Mazarin, Marie-Béatrice voit le jour au palais ducal de Modène le 5 octobre 1658. À quatre ans, en 1662, elle est orpheline de père. Elle est l'aînée de la fratrie. Sa mère assume la régence au nom de son fils François II âgé de deux ans.
L'apogée de cette régence est le mariage de Marie-Béatrice avec le duc d'York. En 1674, la régence de sa mère prend fin avec la majorité de son fils. La duchesse douairière de Modène se retire dans un couvent romain où elle meurt en 1687.

### Une union brillantissime
En 1672, âgée de 14 ans, la jeune princesse est demandée en mariage par le duc d'York, frère et héritier présomptif du roi d'Angleterre Charles II.
C'est une union plus que brillante pour une petite princesse italienne dont le seul avantage est d'être la fille d'un prince souverain. Ce mariage est encouragé par la France, dont le roi Louis XIV qui est un allié et un proche parent des Stuart. Que le duc d'York ait 25 ans de plus que sa nouvelle épouse et deux filles à peine plus jeunes que leur belle-mère ne saurait compter aux yeux des politiques. En effet, ce mariage répond à des problèmes dynastiques et politiques pressants. Le roi Charles II n'a pas de descendant légitime de son épouse Catherine de Bragance et les deux filles, Marie et Anne, que le duc d'York a eu de son premier mariage avec Anne Hyde, sont protestantes alors que le roi et son frère souhaitaient secrètement faire revenir l'Angleterre dans le giron de l'Église catholique.
La cérémonie a lieu à Londres le 30 septembre 1673 et très rapidement Marie-Béatrice donne des enfants à la couronne d'Angleterre, mais tous meurent au berceau ou dans l'enfance. Cependant malgré sa dignité et sa discrétion, le seul fait d'être catholique, rend très vite impopulaire la jeune princesse ; certains la considérant même comme un agent du pape Clément X. De plus, à partir de 1676, elle a comme prédicateur à sa cour un jésuite français, Claude La Colombière qui, injustement accusé de conspiration, est jeté en prison et ne doit son "élargissement" qu'à la protection que lui accorde Louis XIV. En 1679, le jeune prêtre doit cependant regagner la France où il meurt trois ans plus tard.
Par ailleurs, les deux filles du duc d'York épousent des princes protestants. En 1677, Marie se marie avec son cousin Guillaume d'Orange-Nassau qui peu à peu prend la tête de l'opposition à la politique pro-française et catholique de son beau-père. La cadette Anne épouse en 1683 Georges de Danemark.
De 1678 à 1681, une partie de la classe politique anglaise cherche en vain à exclure le duc d'York de la succession au trône du fait de son catholicisme (Exclusion Bill)
En 1685, le roi Charles II s'éteint et le duc d'York lui succède sous le nom de Jacques II. Marie-Béatrice devient reine d'Angleterre et d'Écosse.
Cependant, le nouveau roi décide de choisir l'exil en France et la protection de Louis XIV. Le 21 décembre 1688, Marie-Béatrice débarque seule à Calais avec Jacques François, prince de Galles âgé de six mois. Jacques II, avait été reconnu et arrêté en essayant de s'embarquer dès le 13 décembre.

### Vie conjugale et descendance

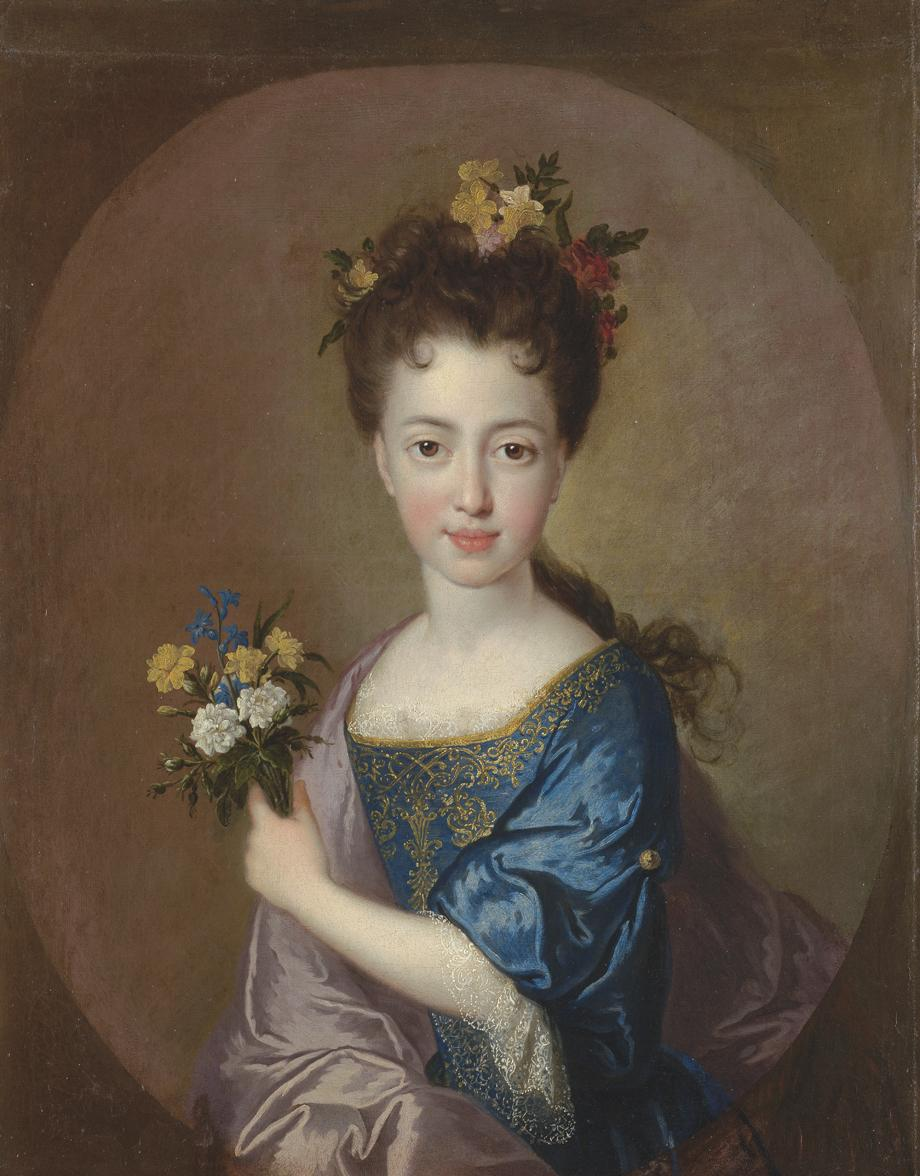
La princesse Louise-Marie (vers 1705).

À l'instar de son cousin français Louis XIV, le roi Jacques II n'est pas un mari des plus fidèles et est notamment l'amant d'Arabella Churchill qui donne naissance à plusieurs enfants naturels.
Marie de Modène met au monde très rapidement six enfants qui tous meurent en bas âge :
- Un fils mort-né en 1674,
- Catherine-Laure (10 janvier-3 octobre 1675),
- Isabelle (28 août 1676-2 mars 1681),

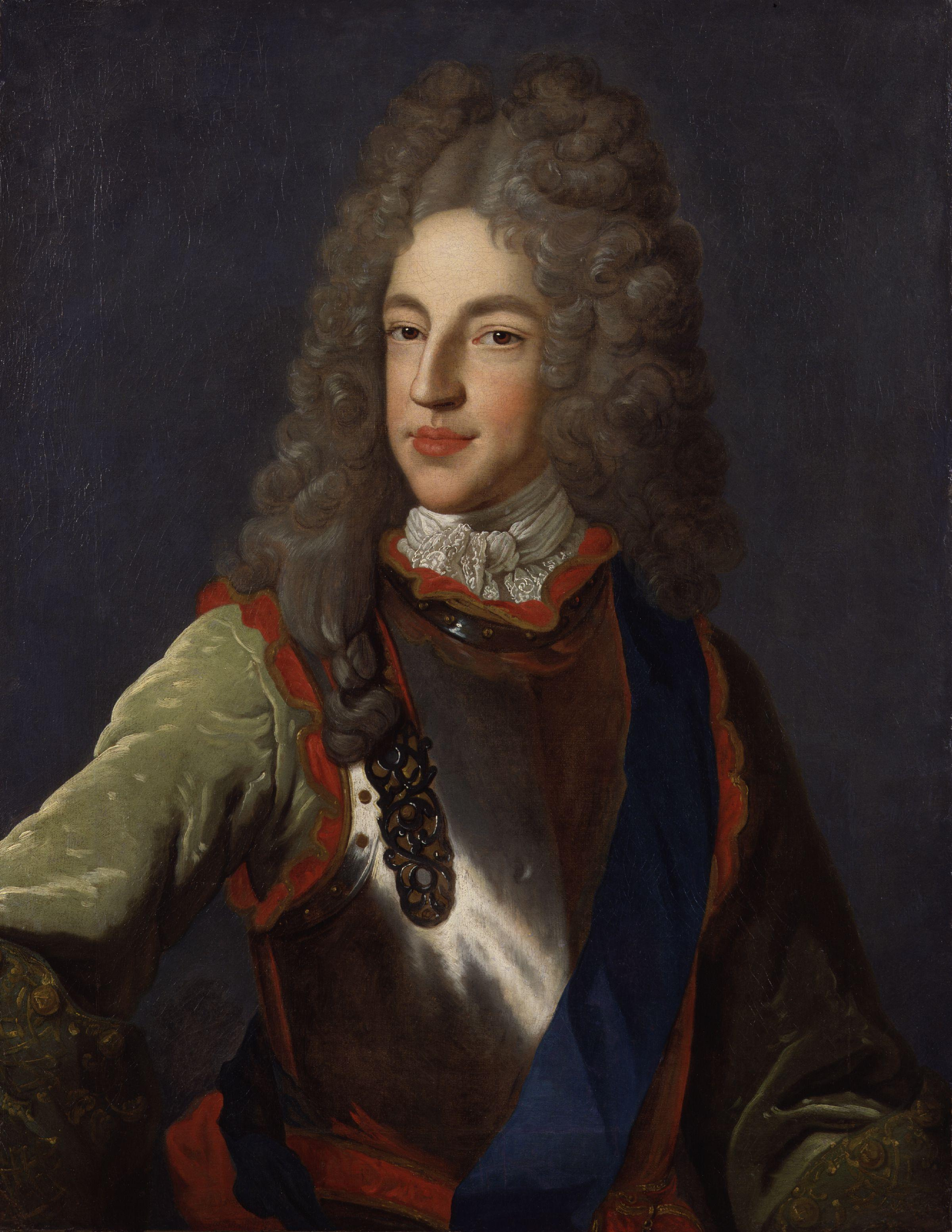
Le prince héritier Jacques-Edouard.

- Charles, duc de Cambridge (7 novembre-12 décembre 1677),
- Élisabeth (1678-1678),
- Charlotte-Marie (16 août-16 octobre 1682).

Le 20 juin 1688, après six années infertiles, la reine donne naissance à un fils vivant et viable, Jacques François Stuart. Cette naissance est un événement puisqu'elle permet l’instauration d’une lignée catholique sur le trône d’Angleterre.
Enfin, le 28 juin 1692, alors en exil, elle met au monde son dernier enfant, Louise-Marie-Thérèse, qui meurt de la variole le 18 avril 1712.

### Glorieuse Révolution
Devenu roi à l'âge de 52 ans à la mort de son frère, le roi Jacques II mène une politique ouvertement favorable à l'Église catholique qui lui aliène l'amitié de ses peuples et quelques mois après la naissance d'un héritier viable, la « Glorieuse Révolution » éclate. La reine Marie-Béatrice consent à s'échapper en France le 10 décembre 1688 avec son fils. En février 1689, la fille aînée de Jacques, Marie, et son époux, Guillaume d'Orange, sont invités par des parlementaires whigs à ceindre la couronne.
Dans l'exil, Marie-Béatrice, dont la dignité est louée et même montrée en exemple par Louis XIV, est invitée par celui-ci à séjourner durablement en France, au château de Saint-Germain-en-Laye près de Paris.

### Reine-mère en exil
Jacques II meurt le 6 septembre 1701 à 68 ans, loin de son royaume. Le mouvement jacobite proclame alors le fils de Marie roi d'Angleterre sous le nom de Jacques III et d’Écosse sous le nom de Jacques VIII.
Celui-ci avait été élevé à Saint Germain en Laye au sein d'une cour composée d'anglais et d'écossais fidèles qui lui rendent hommage. Le nouveau roi n'étant âgé de que 13 ans, La reine-mère Marie assume la « régence » pendant trois ans jusqu'à la majorité de son fils.
Six mois plus tard, le gendre « usurpateur » Guillaume III meurt après avoir, par l'acte d'établissement, réservé l'accession au trône aux princes et princesses non-catholiques issus de la Maison Stuart. Cela revenait à exclure de sa succession plus de cinquante princes et princesses. La princesse Anne devient reine mais, n'ayant pas d'enfants survivants, son héritier est non son demi-frère mais l'électrice Sophie de Hanovre, âgée de 72 ans, qui devait succomber peu de temps avant la reine Anne en 1714.
Aussi profitant du soutien de la France pendant la guerre de Succession d'Espagne, en 1708 et 1709, le prince Jacques-Edouard tente-t-il en vain de récupérer son trône par les armes. Au terme de la guerre, Louis XIV doit cependant lui refuser l'exil mais il est accueilli à Bar-le-Duc par le duc Léopold Ier de Lorraine dont l'épouse est une nièce de Louis XIV. Il connaît un nouvel échec en 1715 après l'avènement de Georges Ier de Hanovre sur le trône britannique et doit s'exiler d'abord en Avignon, terre papale puis en Italie.Il décédera à Rome.
La reine Marie conquiert rapidement l'estime de son cousin par alliance le roi de France qui n'hésite pas à citer son comportement en exemple à sa famille et à sa cour et n'oublie jamais de l'inviter et de lui réserver une place d'honneur lors des événements importants célébrés à Versailles.
Veuve, la reine-mère et sa fille passent l'été auprès des visitandines au couvent de Chaillot, près de Paris. Elle a la douleur de perdre sa fille en 1712. Trois ans plus tard, le Roi-Soleil meurt et le régent Philippe d'Orléans, s'il se rapproche de la Maison de Hanovre, respecte la reine-mère et la laisse vivre dans son exil doré.
La reine meurt au château de Saint-Germain-en-Laye d’un cancer du sein le 7 mai 1718 à l'âge de 59 ans. Sa dépouille est inhumée au couvent de Chaillot.

Ses entrailles sont conservées dans la chapelle du Collège des Écossais, aujourd'hui "Ecole Sainte Geneviève", à Paris dans le 5e arrondissement

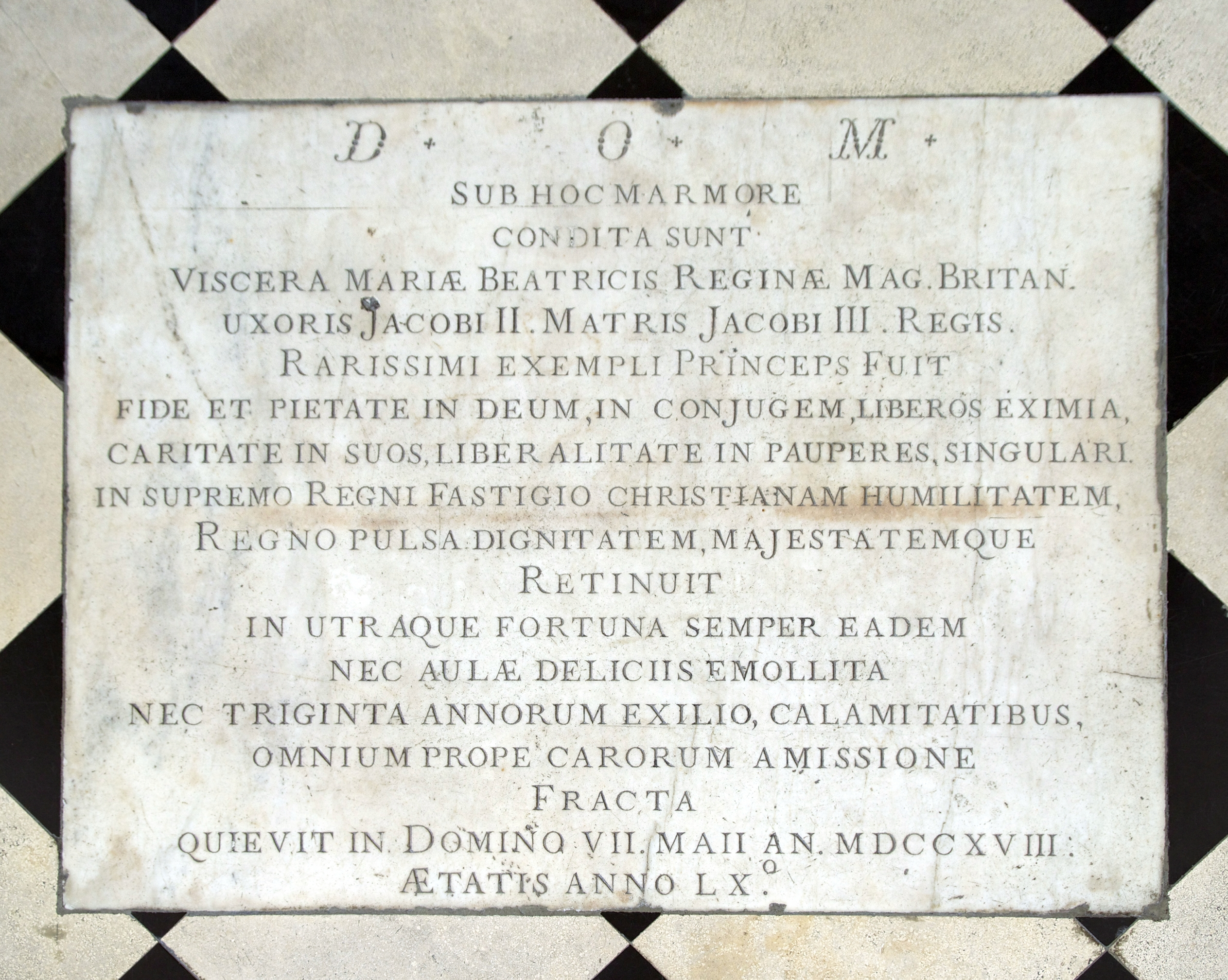
Tombe des viscères de Marie de Modène, chapelle du collège des Écossais, Paris

### Hommages
- Le comté de Dutchess aux États-Unis a été nommé en son honneur alors qu'elle était duchesse d'York.